# Eupício
Eupício (em grego: Ευπειθίως; romaniz.: Eupeithíos) foi um filósofo grego ateniense do final do século V ou começo do VI. Era filho do filósofo neoplatônico Hegias e irmão de Arquíadas. Segundo Damáscio, possuía talentos naturais maiores que os de seu pai, mas seu estilo de vida era muito inferior.